# Nzante Spee
 (juin 2023).
Sunday Nzante Spee est un peintre camerounais né en 1953 à Mbem, dans la région du Nord-Ouest du Cameroun, et mort le 25 mai 2005 à Stockton (Californie).
Adolescent, il réalise divers travaux de peinture et de décoration de façades.
De 1976 à 1982, il étudie les beaux-arts au Nigéria et en Côte d'Ivoire. Son talent commence alors à être reconnu internationalement.
Malgré la difficulté pour les artistes de gagner leur vie au Cameroun, il décide de mener sa carrière à partir de Bamenda. Il crée un atelier et un centre de formation, le Spee Art Center, où il peut vivre de son art et influencer la jeune génération de peintres camerounais.
Son style, allant du cubisme au surréalisme et à une caricature d'apparence naïve mais chargée d'humour provocateur, culmine dans un monde pictural où ces expressions se mêlent dans une esthétique qualifiée de melting age.